# Hiroyuki Oda
Hiroyuki Oda (ur. 6 sierpnia 1988) – japoński zapaśnik walczący w stylu wolnym. Zajął dwudzieste trzecie miejsce na mistrzostwach świata w 2010. Srebrny medalista igrzysk azjatyckich w 2010 roku.